# Přírůstek věci
Přírůstek věci je jedním z originárních způsobů nabytí vlastnického práva, vzniká tedy nezávisle na vlastnickém právu dřívějšího vlastníka. Přírůstek se stane samostatným předmětem vlastnického práva buď oddělením (separace) a nebo tím, že přiroste k hlavní věci (akcese) a zůstane tak její součástí.
V českém právu byl původně upraven pouze v případě vzniku vlastnického práva separací v § 135a a v § 162 odst. 2 občanského zákoníku. Od roku 2014 však nový občanský zákoník tento právní institut pojednává v § 1066 až § 1088 komplexněji a počítá i s akcesí. Přírůstky se dělí na přirozené, dané působením přírody, umělé, způsobené člověkem, a smíšené, což je kombinace předchozích.

## Přirozený přírůstek
Přirozený přírůstek znamená rozšíření vlastnictví přirozeným způsobem bez přičinění vlastníka.

### Přírůstek nemovité věci (§ 1066–1067)
Plody, které pozemek vydává sám od sebe, aniž je obděláván, náleží vlastníkovi pozemku. Jedná se o plody pozemku, např. zemědělské plody, okrasné dřeviny nebo tráva. Zkrátka vše, co se na pozemku vyskytuje a není do jeho růstu zasahováno lidskou činností. Je ale nutné rozlišovat oddělené a neoddělené plody. Neoddělené vždy patří vlastníkovi nemovitosti a oddělené patří držiteli. Proto plody, které spadnou ze stromu nebo keře na sousední pozemek, náleží vlastníkovi sousedního pozemku. To ale neplatí v případě, že je sousední pozemek veřejným statkem.
Zákon pojednává i o vlastnictví stromu. Zde je rozhodující, z jakého pozemku vyrůstá kmen. Nezáleží tedy na dosahu zakořenění stromu ani na dosahu jeho větví. Pokud ale kmen vyrůstá na hranici pozemků různých vlastníků, strom je společný.

### Naplavenina a strž (§ 1067–1071)
Takovýto přírůstek vzniká v důsledku působení přírodních sil. Občanský zákoník zmiňuje naplaveninu, strž, ostrov a koryto.
Naplavenina je postupně připlavená zemina ke břehu vlastníkova pozemku, kterou vlastník nemá povinnost navracet, protože nelze s jistotou určit, kdo je jejím vlastníkem.
Strž je utržená velká a rozeznatelná část cizího pozemku vodním proudem připlavená k pozemku jiného vlastníka. Je zde stanovená lhůta v délce jednoho roku, kdy má vlastník odplavené části možnost uplatnit své právo u soudu. Pokud tohoto práva využije, k přírůstku nedojde, přestože stržený pozemek zůstane fakticky spojen s cizím pozemkem. V opačném případě se nenávratně stane součástí pozemku.
Ostrov je oddělená část původního pozemku vodním proudem a zůstává vlastníkovi původního pozemku. V případě, že původní pozemek nikdo nevlastní, ostrov náleží vlastníkovi vodního koryta.
Vodní koryto vytvořené důsledkem vzniku strže nebo ostrova zůstává vlastníkovi původního koryta.

### Přírůstek movité věci (§ 1072–1073)
Za přírůstky movité věci jsou považovány užitky, plody či úroky. Patří sem i plody zvířat, přestože zvířata již nejsou považována za věc. Plody jsou totiž myšleny nejen mláďata, ale např. i mléko.

## Umělý přírůstek
Umělý přírůstek je navýšení vlastnictví v důsledku aktivního lidského jednání.

### Zpracování (§ 1074–1077)
Zpracování je spojení věcí více různých vlastníků, čímž vznikne nová věc kvalitativně na vyšší úrovni než byla věc zpracovávaná, kterou buď nelze uvést zpět do předešlého stavu a nebo jen stěží. Jako příklad lze uvést vytvoření židle zpracováním dřeva či sochy opracováním kamene.

### Smísení (§ 1078–1082)
Smísením věcí více vlastníků, které jsou různého druhu dojde k vytvoření směsky (např. slitím či smísením sypkých materiálů). Tento stav věci je již nevratný, ale celek lze bez porušení podstaty rozdělit na díly.

### Stavba (§ 1083–1086)
V novém občanském zákoníku je nově uvedeno uplatnění tzv. superficiální zásady (superficies solo cedit). Znamená to, že jakákoli věc, tedy stavební materiál spojený s pozemkem, se stává jeho součástí a není tak v právním smyslu samostatnou věcí. Stavbou tímto zpravidla dochází ke zhodnocení pozemku.

### Přestavek (§ 1087)
Pokud při postavení trvalé stavby dojde k tomu, že stavba jen malou částí přesahuje na sousední pozemek, přiroste tato část pozemku tomu, na jehož pozemku stojí převážná část stavby.
Přestavek musí splňovat tyto podmínky:
- stavba musí být trvalá, ne přechodná
- přestavek může být jedině v úrovni zemského povrchu
- stavba musí být zřízena v dobré víře, že staví na svém pozemku
- stavba na pozemek zasahuje pouze malou částí, což je obvykle jedna desetina velikosti stavby

Vlastníkovi dotčeného pozemku pak musí být zřizovatelem stavby nahrazena obvyklá cena nabytého pozemku.

## Smíšený přírůstek
Typickým smíšeným přírůstkem je osetí pozemku cizím semenem nebo osázení cizími rostlinami. Oboje pak náleží vlastníkovi pozemku, v případě rostlin vzniká vlastnictví po zapuštění jejich kořenů.